# Lacinius aculeatus
Espèce
Synonymes
- Acantholophus aculeatus C. L. Koch, 1839

Lacinius aculeatus est une espèce d'opilions eupnois de la famille des Phalangiidae.

## Systématique et taxinomie
Cette espèce a été décrite sous le protonyme Acantholophus aculeatus par C. L. Koch en 1839.  Le nom Acantholophus C. L. Koch, 1839 étant préoccupé par Acantholophus Dejean, 1834, il est remplacé par Lacinius par Banks en 1893.

## Publication originale
- C. L. Koch, 1839 : Übersicht des Arachnidensystems. C. H. Zeh, Nürnberg, vol. 2, p. 1–38 (texte intégral).